# Stipa rosengurttii
Stipa rosengurttii är en gräsart som beskrevs av Mary Agnes Chase. Stipa rosengurttii ingår i släktet fjädergrässläktet, och familjen gräs. Inga underarter finns listade i Catalogue of Life.